# Intel Pentium (1993年)
Pentium（ペンティアム）は、インテルが1993年5月から出荷を開始した、x86アーキテクチャのマイクロプロセッサ(CPU)ファミリーのブランド名である。

## 名称
Pentiumは、同社のプロセッサであるIntel486の後継製品である。当初はIntel 80286やIntel 80386、486に続く新たなプロセッサの名称としては"80586"または"i586"が予想されたが、短い数字とアルファベットの単純な組み合わせだけでは商標として認められず、ブランド名として確立するために、"5"を意味するギリシア語のPentaと要素を表すラテン語のiumからPentiumと造語した。インテル社の主張では、Pentiumという単語は形容詞であるため必ず形容される名詞を付けるものとしている。たとえばプロセッサ自身はPentiumプロセッサと表現する。
ブランドとして確立に成功したことから、これに続くいくつかの後継プロセッサでもPentiumという語を含むブランド名を採用した。

## 特徴
i486プロセッサとの大きな違いは以下の通り：
- スーパースケーラ構造により、最短5ステージでのパイプライン処理を行う2つの命令実行部を持ち、1クロックで1つ以上の命令発行が可能[4]。

- ハードワイヤード制御の命令を増やした[注 1]
- 64ビット・データバスによるメモリへのアクセス・スピードの向上。
- キャッシュメモリは命令用とデータ用でバスごと分離したハーバードタイプとし、サイズもそれぞれ8 Kバイトずつと大きくした[4]。
- パイプライン化された浮動小数点演算[4]。
- トランジスタ数は310万個の0.8 μmのBiCMOSプロセスの採用。
- 前世代よりも効率化された仮想86モードのサポート。
- 4 KB/pageから4 MB/pageへの拡張を行うページ拡張モード（PSE: Paging Size Extensions）のサポート。
- デュアルプロセッサモードのサポート。
- 後期型ではMMX拡張命令セットが加わった。

UパイプとVパイプの2ウェイのインオーダーのスーパースケーラ構成であり、整数パイプラインは5段（MMX Pentiumでは6段）、浮動小数点パイプラインは8段であった。マイクロコードで内部実行する複雑な命令はUパイプでしか実行できず、マイクロコード命令実行中はVパイプで命令は実行できない。データキャッシュからのデータパスを整数演算部と浮動小数点演算部で共用していたため、整数演算命令と浮動小数点演算命令はスーパースケーラ実行ができない。

## バリエーション

### P5
最初の製品はインテル社内の開発呼称よりP5と呼ばれる。システムクロックと同じ速度で動作する66 MHzと60 MHzの製品がリリースされたが、量産効果により十分コストが低下した486システムとは違って新規開発のシステムが必要でコストがかさむ上、BiCMOSプロセスだけでなく5 V動作であるため消費電力が大きかった。しかしIntelの486系プロセッサがDX2-66MHz版までしかなかった当時はサーバや一部のハイエンド向けPCで使われた。
のちに後述の3.3 V版Pentium（90 MHz版）が出回るようになると従来の5 V版Pentium（特に60 MHz版）は一部のミドルレンジ向けPCにもラインアップされるようになった。しかしこの頃には486系にIntel DX4が登場しており、性能的優位もさほど大きくはなくなっていた。やがて75 MHz版のPentiumが登場するとその役割を終えた。
この世代のみSocket 4が使われ、以降のPentiumはSocket 5またはSocket 7が使われていて事実上互換性が無かった。Socket 4向けのオーバードライブプロセッサとしては2倍のクロックで動作する133 MHz版のみ提供され、60 MHzのPentiumと置き換える場合には120 MHz動作となった。

### P54C

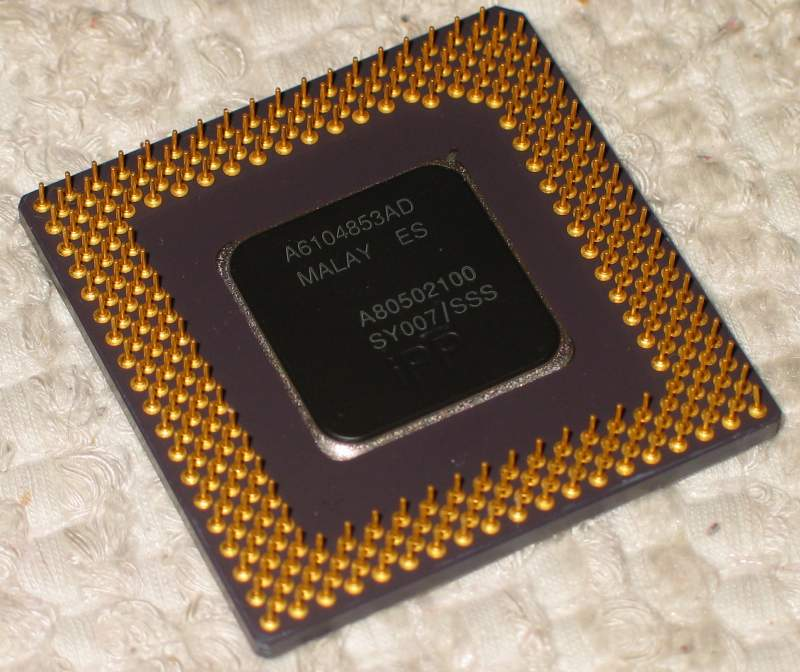
Pentium 100 MHz動作の第二世代製品

次に、プロセスを0.6μmに微細化したP54Cというコードネームの製品がリリースされた。システムクロックの1.5倍で動作する90 MHzと100 MHzが登場する。前述のように、対応するCPUソケットが変更されており、動作電圧も3.3Vに引き下げられている。
Intel 430FXと呼ばれるPentium用チップセットにより新設計のシステムアーキテクチャPeripheral Component Interconnect (PCI) が一応の完成を見、PCIと共にPentiumの普及が加速される。
後に低価格パソコン向けとして75 MHz（1.5倍のクロックで動作するため、システムクロックは50 MHzである）も追加された。この世代で唯一システムクロックの低かった75 MHz版は、以前のi386SXやi486SXなどと同様に、もともと廉価版に特化したプロセッサという役割があった。しかしPentiumでは高クロック製品が登場するたびに従来クロック製品が順次下位プロセッサとして流用されたため、下位に特化したプロセッサは後のCeleronの登場まで一時姿を消すことになる。

#### P54CT
また後のXeonに相当するCPUとして、対応マザーボードでP54Cと組み合わせてデュアルプロセッサを実現できるP54CTも登場した。しかし当時はまだWindows NTも登場したばかりであるなどマルチプロセッサ対応OSがあまりなく、普及は限られた。

#### P54CS
プロセスを0.35μmに微細化したP54CSでは、2倍、2.5倍、および3倍で動作する120 MHz、133 MHz、150 MHz、166 MHz、200 MHzが発売される（166 MHz以降、対応システムクロックは66 MHzのみ）。オーバードライブプロセッサとしてはシステムクロック50/60/66 MHz向けにそれぞれ125 MHz、150 MHz、166 MHzの製品が存在した。なお当初のP54CSはダイサイズがP54Cと同じままだったが、後に縮小されたため、当初のものはP54CQSと呼んで区別する場合もある。
なお、一部の133 MHz製品(66×2倍)は倍率を×3にすることが可能で、60×3倍の180 MHz程度で動作（当然保障外）した製品も数は少ないが存在した。

### P55C
MMX拡張命令セットが付加され、コードネームP55CとしてMMXテクノロジペンティアムプロセッサ (Pentium processor with MMX technology) が登場した。変化した点は、MMX拡張ユニットの追加、L1キャッシュ容量の倍増（8 KB→16 KB）、分岐予測の強化、RSBの追加（4エントリー）、パイプラインが5段→6段（プリフェッチとデコード1の間にフェッチ段が追加）に増えた、ストアバッファの増加（1エントリー→4エントリー）など。マーケティングではMMX拡張命令の追加による性能の向上がアピールされたが、専用のアセンブリコーディングが必要なMMX命令の全体に占める量は少なく、内蔵キャッシュの倍増による従来の命令の実行性能の向上が大きかった。デスクトップ向けとしては166 MHz、200 MHz、233 MHz、モバイル向けとしては120 - 300MHzが発売された。当初のP55CはプロセスがP54Cと同じままだったが、後に0.28μmに微細化された。
P55Cではコア電圧が分離されるようになり、外部I/Oが3.3Vのままでコア電圧が2.8Vに引き下げられている。このためデュアルボルテージに対応したSocket 7のマザーボードを使う必要がある。また、デスクトップ向けの233 MHz版はジャンパピンの設定を1.5倍とすることで3.5倍動作した。当初はCPU動作倍率の選択にも自由度があり、166 MHz版（66MHz×2.5倍）を3倍設定で使うこともできた。旧機種のマザーボードではそのままでは正常に動作しないため、サードパーティ製の電圧変換ゲタおよび、場合によってはBIOSの対応も必要になるが、これによりシステムクロック50 MHzのPCでも166 MHz版を載せれば150 MHzで動かすことができた。しかしその一方でシステムクロックを上げて定格を超える180 MHzや200 MHzで動かすようなオーバークロックも横行したことから、後期のロットでは倍率設定ピンが制限されるようになり、例えば166 MHz版の場合は2倍か2.5倍しか選べなくなった。すなわちシステムクロック50 MHzのPCを150 MHz駆動させるためには、より高価な200 MHz版を買わなくてはならなくなった。なおIntelはアップグレード用としてMMX搭載のオーバードライブプロセッサを用意していたが、システムクロック60 MHz向け（150/180 MHz版）と66 MHz向け（166/200 MHz版）しかなかった。
定格クロックを守っている場合、動作倍率を高くすることは必然的にシステムクロックが低いことを意味する。すなわち同程度のCPUクロックでも本来のパフォーマンスが発揮できなくなるため、安易なアップグレードパスがあることでPentiumブランドの評判に影響する可能性もあった。これに対して後継のP6世代ではCeleronという下位ブランドを立ち上げており、FSBが低くて動作倍率が高い傾向のプロセッサが作られるようになっている。実際、一部の大手周辺機器ベンダはCeleronを利用したPentium II用CPUアクセラレータ製品を販売するなど、P6以降の世代ではCeleronがアップグレードパスにも利用された。

### P24T
Intel 486プラットフォームのアップグレード用にPentiumのコアを搭載したオーバードライブプロセッサも登場した。これはP54Cから派生したもので、ロードマップではP54やP24Tというコードネームが使われた。事前にシステムクロックの2倍、最高で66 MHz版がアナウンスされていたが、システムバス32ビットの486プラットフォームではPentiumの性能を発揮できず性能向上が限られたことから、実際の製品はシステムクロック25 MHzおよび33 MHzの2.5倍で動作する、それぞれ63 MHz版および83 MHz版での登場となった。内部キャッシュメモリも倍増している。
しかし、当時は既存の486プラットフォームが流用できるAMDのAm5x86がPentium オーバードライブプロセッサより低価格でPentium 75 MHz程度の性能を示したうえにオーバークロックもしやすかった等の背景もあり、Pentium オーバードライブプロセッサの販売は一部地域を除いて芳しくなく、またインテルもPentiumへの移行を急いだ。結果的に486アップグレードを行うCPUアクセラレータ製品や、その知識がある自作PCユーザーにとってはAMDのAm5x86やサイリックスのCyrix Cx5x86といった486互換CPUがマシンを延命する役割を担った。一方でPentiumで追加された新規の命令群を利用できる点はそれらの互換CPUにはない利点だったが、当時はまだPentium命令がほとんど普及していなかった。

### Larrabee
インテル Larrabee（ララビー）は、P54CコアをベースにSIMD命令を追加してマルチコア化した、GPGPU志向のGPUである。GPUとして見た場合は無駄が多く性能も競合他社に劣るため製品化は見送られたが、そのアーキテクチャはXeon Phiに受け継がれた。

## 全数リコール
1994年11月に、P5 Pentium及びP54C Pentiumの浮動小数点除算命令にバグがあることがインターネットを通じて報告された。その後日本でも新聞や一般誌によって大々的に報道され、パソコンを持っていない人にもこのバグが広く知られることとなった。インテルは当初バグの発生は演算処理のループでは90億回に1回、表計算ソフトを使った場合27000年に1回であるなどとし、この問題は深刻ではないとした。しかし、パソコンが一般消費者にも使われるきっかけとなったMicrosoft Windows 95とAMDやサイリックスなどの高機能な互換CPUの発売時期に重なり、製品発表後の販売拡大に注力すべき時期に該当したためインテルは苦境に立たされた。
同年12月20日には全数リコールに至った。リコールにかかった費用は膨大なものであったが、ボックス包装されたバグ対策済みPentiumがリリースされたことが広く報道された。

## 「Pentium」の後のPentiumブランド
従来のプログラムがそのまま使用できた上に性能が十分に向上し、加えて宣伝にも力を入れた結果、Pentiumの知名度は非常に高くなり、第6世代（Pentium Pro・Pentium II・Pentium III、第7世代（Pentium 4・Pentium D、Pentium Extreme Edition）、モバイル向けのPentium Mと、コンシューマ向けハイエンドプロセッサのブランドとして長く用いられた。
Intelは上位の製品に関して、Pentium 4まで続いたクロック数最重視の設計に終止符を打ち、2006年1月6日にIPC重視で設計されたアーキテクチャのブランドとしてIntel Coreを発表した。それと同時にプロセッサのメーカーからプラットフォームを提供するという業態変更とコーポレートアイデンティティなど、インテル自身も大規模転換を行った。併せて、13年の長きわたってインテルの看板商品であったPentiumブランドの廃止を発表した。しかし、一部地域では上位製品のCoreプロセッサよりも、下位のPentiumブランドの人気が依然として高いことから、Pentium Dual-Coreという名称でPentiumブランドの存続を決定し、Coreブランドと、ローエンドのCeleronブランドの中間に位置するブランドとして再定義を行った。後にPentium Dual-Coreは位置づけはそのままに、単なるPentiumと言う名称へと戻されることとなった。
IntelはCeleronのブランド名を冠したCPUを低価格パソコン用として、Xeonのブランド名を冠したCPUをサーバ用として販売している。こうしたCPUの中には、各ブランドとも同じアーキテクチャをベースにしたものも多く、クロックスピードやキャッシュサイズ、パッケージ形状、ソケット形状などで差別化されている。また、異なるアーキテクチャのCPUに同じブランド名が使用されていることから、現在ではパワーユーザを中心に、開発コード名でCPUを呼び分けることもしばしば行われている。